# Syberia III
Syberia III — продовження культової дилогії Бенуа Сокаля Syberia і Syberia II.

## Питання про продовження
Феноменальний успіх дилогії відразу ж поставив питання про створення третьої частини. Однак Бенуа Сокаль спочатку однозначно заперечував можливість створення третьої частини, посилаючись на вичерпаність сюжету. 
|  | Питання: Прийом поділу розповіді на трилогію був завжди популярний. Чи припускаєте ви появу третьої частини Syberia? Відповідь: Ні. Syberia II буде останньою частиною цієї історії. Syberia це, насправді, одна закінчена історія, яку ми розділили на дві частини. Це гра просто є продовженням основної розповіді. |

Однак 1 квітня 2009 р. з'явилося повідомлення про те, що компанія Microïds почала розробку квесту Syberia III. 
Бенуа Сокаль підтвердив сказане Е. Олів'є: «Ми хочемо створити шедевр, який підкорить мільйони сердець гравців у всьому світі, а не черговий другосортний квест». 
Президент Microïds Еммануель Олів'є (Emmanuel Olivier) заявив: «Третя Syberia не розіграш. Її чекають тисячі шанувальників квестів і Кейт Вокер особисто. Для нас це один із найамбітніших проектів, і ми, безсумнівно, доведемо його до кінця ... Пан Сокаль неодноразово заявляв, що готовий брати участь у розробці продовження свого шедевра тільки у тому випадку, якщо отримає необхідне фінансування для "проекту найвищого рівня". Компанія Microïds готова прийняти на себе всі ризики і профінансувати гру». 
«Syberia 3» почнеться з того самого моменту, на якому закінчилася попередня частина: Кейт стоїть на стежці мамонтів, яка веде у світ, де реальність змішується зі світом мрій. Публіку чекає зустріч з Вікторією Макферсон (Із серії квестів Still Life), що розслідує «крадіжку мамонтових бивнів» або, згідно з іншим джерелом, що намагається розкрити «міжнародну мережу, що займається контрабандою стародавніх творів мистецтва». 
Вихід «Syberia 3» спочатку був запланований на червень 2010 року, проте, вже було повідомлено, що релізу в 2010 році не буде. Гра не буде мультиплатформна (як думалося раніше) і вийде тільки для ПК.

### Анонс
Анонс Syberia 3 відбувся на німецькій ігровій виставці Gamescom в місті Кельн. Третю за рахунком частину розробляють Anuman Interactive і Microids у співпраці з Бенуа Сокалем, без якого б гри Syberia не існувало. Сюжет знову буде оповідати гравцям про пригоди юристки Кейт. Дія гри відбуватиметься після другої частини. На даний момент розробники надали публіці лише кілька ігрових скріншотів. Вихід гри був запланований на 2015 рік, однак цього не сталося. На виставці E3 2016 було показано восьмихвилинний ролик з геймплеєм, а також в черговий раз перенесено дату релізу — на 1 грудня 2016 року. Однак, вихід гри знову перенесений — перший квартал 2017 року.

## Сюжет
Покинувши острів Сібір, Кейт Вокер виявляється дрейфуючою на саморобному човні, яку врятували люди Юкол. Сповнена рішучості втекти від спільних ворогів, вона вирішує допомогти кочівникам виконати їхню дивну традицію предків, супроводжуючи своїх снігових страусів під час сезонної міграції.